# AO Trikala 1963
Athlitikos Omilos Trikala 1963 (řecky: Αθλητικός Όμιλος Τρίκαλα 1963) byl řecký fotbalový klub sídlící ve městě Trikala. Klub byl založen v roce 2011 zánikem klubu Thyella Petroto. V roce 2013 klub změnil název z AS Trikala 2011 na AO Trikala 1963. Kvůli letopočtu v názvu, který se odkazuje na oblíbený městský klub Trikala FC, se klub samotný dostal do konfliktu s fanoušky Trikaly FC. O sezónu později byl klub majitelem klubu právě kvůli neoblíbenosti a malé návštěvnosti zrušen.
Své domácí zápasy klub odehrával na městském stadionu Trikala s kapacitou 14 000 diváků.

## Historické názvy
- 2011 – AS Trikala 2011
- 2013 – AO Trikala 1963 (Athlitikos Omilos Trikala 1963)

## Umístění v jednotlivých sezonách
Legenda: Z – zápasy, V – výhry, R – remízy, P – porážky, VG – vstřelené góly, OG – obdržené góly, ± – rozdíl skóre, B – body, červené podbarvení – sestup, zelené podbarvení – postup
| Sezóny    | Liga                  | Úroveň | Z  | V  | R | P | VG | OG | B   | ±  | Pozice |
| --------- | --------------------- | ------ | -- | -- | - | - | -- | -- | --- | -- | ------ |
| 2011/2012 | Delta Ethniki – sk. 5 | 4      | –  | –  | – | – | –  | –  | –   | –  | 2.     |
| 2012/2013 | Delta Ethniki – sk. 5 | 4      | –  | –  | – | – | –  | –  | –   | –  | 5.     |
| 2013/2014 | Gamma Ethniki – sk. 3 | 3      | 28 | 12 | 8 | 8 | 30 | 20 | +10 | 44 | 7.     |